# Landessozialgericht Baden-Württemberg

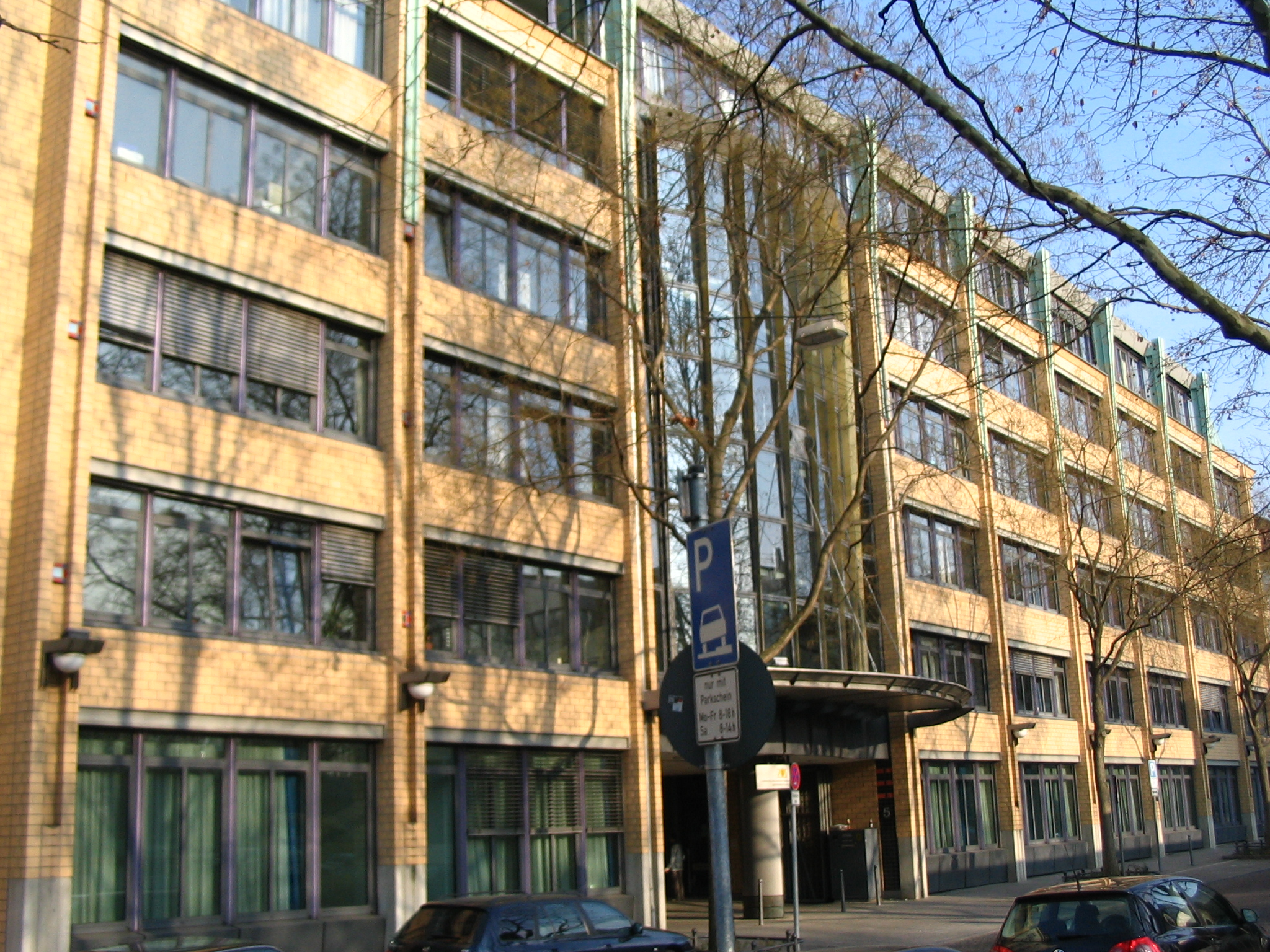
Das Gebäude des Landessozialgerichts Baden-Württemberg, in dem auch das Amtsgericht Stuttgart untergebracht ist

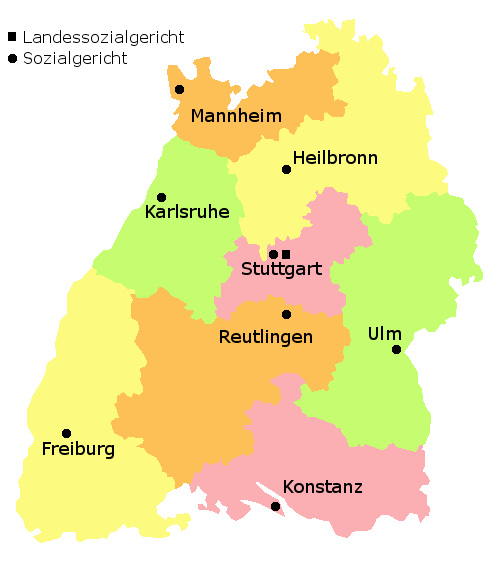
Sozialgerichte in Baden-Württemberg

Das Landessozialgericht Baden-Württemberg ist ein Gericht der Sozialgerichtsbarkeit Baden-Württembergs.

## Gerichtssitz und -bezirk
Das Landessozialgericht (LSG) hat seinen Sitz in Stuttgart. Der Gerichtsbezirk umfasst das gesamte Gebiet des Bundeslandes Baden-Württemberg.

## Gerichtsgebäude
Das Gerichtsgebäude befindet sich in der Hauffstraße 5 in 70190 Stuttgart. Es wurde im Rahmen der Zusammenlegung mehrerer Gerichtsabteilungen neu erbaut und im Jahr 1991 bezogen. In ihm ist auch das Amtsgericht Stuttgart untergebracht.

## Leitung
- 1956–1968: Josef Huggle, * 8. März 1903
- Ab 23. Dezember 1955: Theodor Sauter, * 13. Juli 1910
- Ab 1. Juli 1974: Karl Müller, * 6. Mai 1914
- Ab 7. September 1987: Hugo Neff, * 23. Mai 1933
- Ab 2005: Heike Haseloff-Grupp, * 18. April 1951
- Seit März 2018: Bernd Mutschler, * 4. Juli 1961

## Instanzenzug
Dem Gericht ist das Bundessozialgericht übergeordnet. Nachgeordnete Gerichte sind die acht Sozialgerichte Freiburg, Heilbronn, Karlsruhe, Konstanz, Mannheim, Reutlingen, Stuttgart und Ulm.